# Уотсон, Пейтон
Пейтон Тайлер Уотсон (англ. Peyton Tyler Watson; род. 11 сентября 2002, Беверли-Хиллз, Калифорния) — американский профессиональный баскетболист, атакующий защитник клуба НБА «Денвер Наггетс». Будучи новичком в составе «Денвера» в сезоне 2022/2023, Уотсон выиграл чемпионат НБА.

## Ранние годы
Уотсон учился в Политехнической средней школе в Лонг-Биче, штат Калифорния, и присоединился к университетской команде в качестве первокурсника. Выйдя со скамейки запасных в начале своей карьеры, он взял на себя ведущую роль в своём первом сезоне. Он набирал в среднем 23,2 очка и 8 подборов за игру, заслужив звание MVP Мур Лиги. Он был включен в составы команд на McDonald's All-American, Jordan Brand Classic и Nike Hoop Summit.

## Карьера в колледже
Будучи первокурсником Калифорнийского университета в Лос-Анджелесе в сезоне 2021/22, Уотсон прибыл не в форме, в первую очередь из-за того, что его последний школьный сезон был прерван пандемией COVID-19. Он присоединился к УКЛА, которая годом ранее вышла в Финал четырёх турнира NCAA. Все пять стартовых игроков остались, и он не получил никаких гарантий относительно своего игрового времени. Защита Уотсона была более продвинутой, чем его нападение. Однако у «Брюинс» были и другие бомбардиры. Он получил почётное упоминание в команду новичков конференции Pac-12. Он набирал в среднем 3,3 очка и 2,9 подбора за 12,6 минуты за игру. Его игровое время было нерегулярным, и только в двух из последних семи игр сезона он провел на площадке 10 минут или больше. После сезона Уотсон выставил свою кандидатуру на драфт НБА, отказавшись от оставшегося права на поступление в колледж..

## Клубная карьера

### Денвер Наггетс (2022—н.в.)
Уотсон был выбран командой «Оклахома-Сити Тандер» в первом раунде драфта НБА 2022 года под 30-м номером. Затем его обменяли в Denver Nuggets вместе с двумя будущими выборами во втором раунде на Джамайкла Грина и защищенный выбор в первом раунде драфта 2027 года. Обладая широким размахом, Уотсон был спроектирован как долгосрочный проект и, как ожидалось, потратит время на развитие в «Гранд-Рапидс Голд» из Джи-Лиги НБА. Уотсон закончил свой дебютный сезон в качестве чемпиона НБА, когда «Наггетс» победили «Майами Хит» в финале НБА.

## Карьера за сборную
В 2021 году Уотсон представлял США на чемпионате мира среди юношей до 19 лет в Латвии. Он набирал в среднем 4 очка, 3,4 подбора и 2,7 передачи за игру, приведя свою команду к золотой медали.

## Статистика

### Статистика в НБА
| Сезон                                                                                    | Команда | Регулярный сезон | Регулярный сезон | Регулярный сезон | Регулярный сезон | Регулярный сезон | Регулярный сезон | Регулярный сезон | Регулярный сезон | Регулярный сезон | Регулярный сезон | Регулярный сезон | Серия плей-офф | Серия плей-офф | Серия плей-офф | Серия плей-офф | Серия плей-офф | Серия плей-офф | Серия плей-офф | Серия плей-офф | Серия плей-офф | Серия плей-офф | Серия плей-офф |
| Сезон                                                                                    | Команда | GP               | GS               | MPG              | FG%              | 3P%              | FT%              | RPG              | APG              | SPG              | BPG              | PPG              | GP             | GS             | MPG            | FG%            | 3P%            | FT%            | RPG            | APG            | SPG            | BPG            | PPG            |
| ---------------------------------------------------------------------------------------- | ------- | ---------------- | ---------------- | ---------------- | ---------------- | ---------------- | ---------------- | ---------------- | ---------------- | ---------------- | ---------------- | ---------------- | -------------- | -------------- | -------------- | -------------- | -------------- | -------------- | -------------- | -------------- | -------------- | -------------- | -------------- |
| 2022/23                                                                                  | Денвер  | 23               | 2                | 8,1              | 49,2             | 42,9             | 55,0             | 1,6              | 0,5              | 0,1              | 0,5              | 3,3              | 5              | 0              | 2,7            | 40,0           | 50,0           | -              | 0,8            | 0,2            | 0,0            | 0,2            | 1,0            |
| 2023/24                                                                                  | Денвер  | 80               | 4                | 18,6             | 46,5             | 29,6             | 67,0             | 3,2              | 1,1              | 0,5              | 1,1              | 6,7              | 10             | 0              | 9,0            | 25,0           | 25,0           | 50,0           | 1,5            | 0,4            | 0,0            | 0,6            | 1,8            |
|                                                                                          | Всего   | 103              | 6                | 16,3             | 46,8             | 30,7             | 65,1             | 2,9              | 0,9              | 0,4              | 1,0              | 5,9              | 15             | 0              | 6,9            | 27,6           | 28,6           | 50,0           | 1,3            | 0,3            | 0,0            | 0,5            | 1,5            |
| Наведите курсор мыши на аббревиатуры в заголовке таблицы, чтобы прочесть их расшифровку. |         |                  |                  |                  |                  |                  |                  |                  |                  |                  |                  |                  |                |                |                |                |                |                |                |                |                |                |                |

### Статистика в Джи-Лиге
| Сезон                                                                                    | Команда           | Регулярный сезон | Регулярный сезон | Регулярный сезон | Регулярный сезон | Регулярный сезон | Регулярный сезон | Регулярный сезон | Регулярный сезон | Регулярный сезон | Регулярный сезон | Регулярный сезон | Серия плей-офф | Серия плей-офф | Серия плей-офф | Серия плей-офф | Серия плей-офф | Серия плей-офф | Серия плей-офф | Серия плей-офф | Серия плей-офф | Серия плей-офф | Серия плей-офф |
| Сезон                                                                                    | Команда           | GP               | GS               | MPG              | FG%              | 3P%              | FT%              | RPG              | APG              | SPG              | BPG              | PPG              | GP             | GS             | MPG            | FG%            | 3P%            | FT%            | RPG            | APG            | SPG            | BPG            | PPG            |
| ---------------------------------------------------------------------------------------- | ----------------- | ---------------- | ---------------- | ---------------- | ---------------- | ---------------- | ---------------- | ---------------- | ---------------- | ---------------- | ---------------- | ---------------- | -------------- | -------------- | -------------- | -------------- | -------------- | -------------- | -------------- | -------------- | -------------- | -------------- | -------------- |
| 2022/23                                                                                  | Гранд-Рапидс Голд | 19               | 19               | 33,7             | 44,7             | 24,7             | 80,8             | 7,2              | 2,9              | 1,5              | 1,4              | 20,5             | Не участвовал  | Не участвовал  | Не участвовал  | Не участвовал  | Не участвовал  | Не участвовал  | Не участвовал  | Не участвовал  | Не участвовал  | Не участвовал  | Не участвовал  |
|                                                                                          | Всего             | 19               | 19               | 33,7             | 44,7             | 24,7             | 80,8             | 7,2              | 2,9              | 1,5              | 1,4              | 20,5             | Не участвовал  | Не участвовал  | Не участвовал  | Не участвовал  | Не участвовал  | Не участвовал  | Не участвовал  | Не участвовал  | Не участвовал  | Не участвовал  | Не участвовал  |
| Наведите курсор мыши на аббревиатуры в заголовке таблицы, чтобы прочесть их расшифровку. |                   |                  |                  |                  |                  |                  |                  |                  |                  |                  |                  |                  |                |                |                |                |                |                |                |                |                |                |                |

### Статистика в NCAA
| Сезон | Команда | Conf   | Class | GP | GS | MPG  | FG%  | 3P%  | FT%  | RPG | APG | SPG | BPG | PPG |
| --- | ------- | ------ | ----- | -- | -- | ---- | ---- | ---- | ---- | --- | --- | --- | --- | --- |
| 2021/22 | УКЛА    | Pac-12 | FR    | 32 | 0  | 12,7 | 32,2 | 22,6 | 68,8 | 2,9 | 0,8 | 0,6 | 0,6 | 3,3 |
| Всего | Всего   | Всего  | Всего | 32 | 0  | 12,7 | 32,2 | 22,6 | 68,8 | 2,9 | 0,8 | 0,6 | 0,6 | 3,3 |
| Наведите курсор мыши на аббревиатуры в заголовке таблицы, чтобы прочесть их расшифровку Статистика приведена с сайта sports-reference.com |         |        |       |    |    |      |      |      |      |     |     |     |     |     |

## Личная жизнь
Отец Уотсона, Хулио, является представителем медицинского оборудования, а его мать — организатором мероприятий. У него есть младший брат Кристиан, который играет в баскетбол в Политехнической средней школе Лонг-Бича, и младшая сестра Джоли Грейс.